# Urdoma
Urdoma (russisch Урдома) ist eine Siedlung städtischen Typs in Nordwestrussland. Sie gehört zur Oblast Archangelsk und hat 4577 Einwohner (Stand 14. Oktober 2010). Die Siedlung befindet sich im Rajon Lena.

## Geographie
Urdoma liegt nahe der Grenze zur Republik Komi, etwa 506 Kilometer von der Oblasthauptstadt Archangelsk entfernt, am Fluss Werchnjaja Lupja (Верхняя Лупья), der die Siedlung im südöstlichen Teil durchfließt. In die Werchnjaja Lupja mündet im Osten der Siedlung der Fluss Njanda (Нянда). Etwa 8 Kilometer westlich von Urdoma verläuft der Fluss Wytschegda. An deren Mündungsgebiet in die Nördliche Dwina befinden sich in etwa 115 Kilometer Entfernung südwestlich von Urdoma die nächstgelegenen Städte Korjaschma, Solwytschegodsk und Kotlas. Die nächstgelegenen Städte östlich Urdomas sind das etwa 103 Kilometer entfernte Mikun, sowie das 117 Kilometer entfernte Syktywkar in der Republik Komi.

## Geschichte
Der ursprüngliche Ort Urdoma war ein kleines Dorf an den Ufern der Wytschegda, das in Besitz einer Steinkirche war. Der Name Urdoma leitet sich von den Wörtern “Ur” (Komi: für Eichhörnchen) und “dom” (russisch: дом; für Haus) ab, was darauf zurückzuführen ist, dass in der Region jahrhundertelang große Mengen Eichhörnchen zur Pelzgewinnung erjagt wurden.
Die heutige Siedlung entstand im Jahr 1930, als eine von vielen Ansiedlung der Region, im Zuge der Verfolgungspolitik für politische Gegner der Regierung Stalins. Anfang der 1930er Jahre wurden viele Tausende aus allen Teilen der Sowjetunion stammende „Kulaken“ samt ihren Familien in den Rajon Lena deportiert, um bisher unbesiedelte Gebiete zu erschließen. Neben der Ursprungssiedlung Schestoi Utschastok (Шестой участок, „Sechster Abschnitt“) entstand an der Stelle des heutigen Urdoma im Sommer 1930 eine zweite Siedlung mit dem Namen Njanda, benannt nach dem gleichnamigen kleinen Fluss. Dieses hatte wie Schestoi Utschastok den Status einer Spezialsiedlung (спецпоселение/Spezposselenije) und war daher eine von Soldaten und anderem Wachpersonal bewachte Aussiedlung. So waren dann auch die ersten Gebäude die in der Siedlung errichtet wurden: neben Holzbaracken für die Unterkunft der Siedler Kasernen und eine Kommandantur für die Wachmannschaften. Vor allem in den ersten Jahren kam es häufig zu Ausbrüchen von Krankheiten sowie Hungersnöten, welchen viele Siedler zum Opfer fielen. Im Laufe der Jahre wurde die Siedlung Schestoi Utschastok aufgelöst und die Bevölkerung in die Siedlung Njanda umgesiedelt. Auf dem Gebiet entstand eine Kolchose. Außerdem wurde begonnen die umliegenden dichten Wälder zur Holzgewinnung zu nutzen.
Im Jahr 1939 begann man nahe der Siedlung Njanda mit dem Bau einer Eisenbahnstrecke und 1941 mit dem Bau einer Eisenbahnstation. Um die Station entstand eine weitere Siedlung mit dem Namen Urdoma. Die errichtete Eisenbahnstation wurde Teil der im Zweiten Weltkrieg neu errichteten Petschora-Eisenbahn. An dem Bau der Strecke waren neben den in Verbannung lebenden Russen auch Gefangene aus den umliegenden Gulags, unter anderem Polen, Weißrussen, Ukrainer und Deutsche, beteiligt. In den Jahren 1946 bis 1947 wurde, vorwiegend von deutschen Gefangenen, die Eisenbahnstation ausgebaut und ein zweites Streckengleis verlegt.
Während des Zweiten Weltkrieges entschloss sich die sowjetische Regierung, für den Kampf gegen die deutsche Wehrmacht viele der männlichen „Kulaken“ aus den Spezialsiedlungen in die Rote Armee aufzunehmen. Ihren Familien wurde es dadurch sogar möglich in andere Gebiete umzusiedeln, was dazu führte, dass sich viele der kleinen Siedlungen während des Krieges auflösten. Kurz nach dem Krieg wurde diese Regelung wieder abgeschafft, so dass Kulaken die Siedlungen nicht mehr ohne Zustimmung der Kommandantur verlassen durften. In den folgenden Jahren kam es aber vermehrt zu Amnestien, so dass viele der Kulaken rechtlich frei wurden und teilweise wieder in ihre ursprünglichen Heimatgebiete zurückkehrten. Die letzten Kulaken wurden am 13. August 1954 durch eine Verordnung des Ministerrates der UdSSR (Originaltitel: „О снятии ограничений по спецпоселению с бывших кулаков и других лиц“) rechtlich befreit.
Im Jahr 1963 wurden die Orte Njanda, Urdoma sowie die in den 1950er Jahren entstandenen Orte Perwomaiski (Первомайский) und Pessotschny (Песочный) zusammengelegt und erhielten unter dem Namen Urdoma den Status einer Siedlung städtischen Typs.

### Urdomaer Schmalspureisenbahn
In den 1950er Jahren war Urdoma Ausgangspunkt der Urdomaer Schmalspureisenbahn (Урдомская узкоколейная железная дорога), welche vor allem dem Holztransport diente. Im Jahr 1960 betrug die Streckenlänge bereits 32 Kilometer, so dass eine weitere Eisenbahnstation errichtet wurde an der das Dorf (selo) Schelesnodoroschnyj (Железнодорожный) entstand. Die Strecke wurde nach und nach ausgebaut und besaß 1980 eine Länge von 70 Kilometer, sowie zwei kleinere Abzweigungen zum Aufschluss der Wälder. Zu Anfang der 1990er Jahre verlor die Strecke aber mit der Umsiedlung der Bevölkerung des Selo Schelesnodoroschnyj, das schließlich im Jahr 1995 komplett geschlossen wurde, stark an Bedeutung. Der Betrieb der Strecke wurde schließlich im Jahr 2005 endgültig eingestellt und die Strecke abgebaut.

## Einwohnerentwicklung
Die folgende Übersicht zeigt die Entwicklung der Einwohnerzahlen von Urdoma.
| Jahr | Einwohner |
| ---- | --------- |
| 1970 | 4235      |
| 1979 | 5106      |
| 1989 | 4998      |
| 2002 | 4637      |
| 2010 | 4577      |

Anmerkung: Volkszählungsdaten

## Wirtschaft und Infrastruktur
Urdoma ist eine Eisenbahnstation auf der Strecke Kotlas–Mikun, der von Konoscha bis Workuta verlaufenden Petschora-Eisenbahn.
Hauptwirtschaftszweig der Siedlung ist seit jeher die Holzindustrie. Seit den 1970er Jahren gibt es in der Stadt eine Verdichterstation, für die seit 1969 durch die Siedlung verlaufende Erdgaspipeline, welche heute zu Gasprom transgas Uchta („Газпром трансгаз Ухта“) gehört. Urdoma ist in unter anderem in Besitz eines Krankenhauses, einer Musikschule, zweier Zeitungen sowie eines Kulturhauses.
In Urdoma befindet sich seit 1999 außerdem die Kirche der Ikone der Kasaner Gottesmutter (Храм Иконы Казанской Богоматери), welche eine goldene Kuppel besitzt und vom Patriarchen Alexius II. geweiht wurde. Die finanziellen Mittel zum Bau der Kirche wurden von Viktor Uspaskich, einem in Urdoma geborenen litauischen Unternehmer und Politiker, bereitgestellt.

## Söhne und Tochter der Stadt
- Viktor Uspaskich (* 1959), litauischer Unternehmer und Politiker russischer Herkunft, Wirtschaftsminister Litauens (2004–2005)